# The Idol
The Idol es una serie de televisión  estadounidense creada por Abel «The Weeknd» Tesfaye, Reza Fahim y Sam Levinson para HBO. Con la industria de la música como telón de fondo, la serie se centra en un gurú de la autoayuda y líder de un culto moderno que entra en una relación complicada con una ídolo del pop en ascenso. Está protagonizada por el mismo Tesfaye y Lily-Rose Depp, junto a un elenco conformado por Suzanna Son, Troye Sivan, Moses Sumney, Jane Adams, Dan Levy, Jennie Ruby Jane, Eli Roth, Rachel Sennott, Hank Azaria, entre otros.

## Sinopsis
Jocelyn (Lily-Rose Depp) es una ídolo pop que decide recuperar su título como la estrella pop más sexy de los Estados Unidos después de que su última gira fuera cancelada tras una crisis nerviosa. Comienza una compleja relación con Tedros (Abel Tesfaye), un gurú de la autoayuda y jefe de una secta contemporánea.

## Reparto
| - Abel «The Weeknd» Tesfaye como Tedros, dueño de un club y líder de un culto, con un oscuro pasado - Lily-Rose Depp como Jocelyn, estrella del pop - Suzanna Son como Chloe, seguidora de Tedros - Troye Sivan como Xander, director creativo de Jocelyn - Moses Sumney como Izaak, seguidor de Tedros - Melanie Liburd como Jenna - Kate Lyn Sheil como Amy - Jennie Ruby Jane como Dyanne, bailarina de fondo - Hank Azaria como Chaim, cománager de Jocelyn - Eli Roth como Andrew Finkelstein, representante de Live Nation - Dan Levy como Benjamin, publicista de Jocelyn - Ramsey como ella misma | - Hari Nef como Talia, escritora de Vanity Fair - Jane Adams como Nikki, ejecutiva de un sello discográfico - Da'Vine Joy Randolph como Destiny, cománager de Jocelyn - Mike Dean como él mismo - Rachel Sennott como Leia, asistente y mejor amiga de Jocelyn - Tunde Adebimpe - Elizabeth Berkley - Nico Hiraga - Anne Heche - Maya Eshet - Tyson Ritter - Alexa Demie como Maddy Pérez - Karl Glusman como Rob, exnovio de Jocelyn - Sophie Mudd como Sophie - Mitch Modes como Mitch |

## Temporadas
| Temporada | Temporada | Episodios | Episodios | Emisión original   | Emisión original   |
| Temporada | Temporada | Episodios | Episodios | Primera emisión    | Última emisión     |
| --------- | --------- | --------- | --------- | ------------------ | ------------------ |
|           | 1         | 5         | 5         | 4 de junio de 2023 | 2 de julio de 2023 |

## Producción

### Desarrollo
El 29 de junio de 2021, Abel Tesfaye anunció que crearía, produciría ejecutivamente y coescribiría una serie dramática para HBO junto a Reza Fahim y Sam Levinson. El mismo día, Ashley Levinson y Joseph Epstein fueron anunciados como productores ejecutivos de la serie, mientras que Epstein también se desempeñaría como escritor. Mary Laws también fue anunciada como escritora y se desempeñaría como coproductora ejecutiva, junto con el productor de Tesfaye, Wassim Slaiby, y su directora creativa, La Mar Taylor.
El 22 de noviembre de 2021, HBO le dio a la producción un pedido de serie para la primera temporada que constara de seis episodios. Junto con el orden de la serie, Amy Seimetz reveló que dirigiría los seis episodios. El 14 de enero de 2022, Deadline Hollywood informó que Nick Hall se unía a la producción como productor ejecutivo, luego de su traslado a A24 para supervisar la creatividad de los programas de televisión de la compañía. El 26 de abril de 2022, se anunció que Seimetz había dejado el proyecto.
El 28 de agosto de 2023, HBO anunció que la serie fue cancelada oficialmente y no tendría una segunda temporada.

### Casting
Junto con su anuncio inicial, Tesfaye reveló que protagonizaría la serie. El 29 de septiembre de 2021, Lily-Rose Depp reveló que protagonizaría la serie junto a Tesfaye. El 22 de noviembre, Suzanna Son, Steve Zissis y Troye Sivan se unieron al elenco principal, mientras que Melanie Liburd, Tunde Adebimpe, Elizabeth Berkley, Nico Hiraga y Anne Heche se unieron al elenco como personajes recurrentes. El 2 de diciembre, Juliebeth González fue elegida como actriz regular de la serie, mientras que Maya Eshet, Tyson Ritter, Kate Lyn Sheil, Liz Caribel Sierra y Finley Rose Slater fueron elegidos para papeles recurrentes. El 27 de abril de 2022, se anunció que Suzanna Son dejaría el elenco en medio de una revisión creativa de la serie, siendo reemplazada por Debby Ryan. En julio, Rachel Sennott y Hari Nef se unieron al elenco.

### Filmación
La fotografía principal comenzó en noviembre de 2021 en Los Ángeles, California, y sus alrededores. La producción se detuvo temporalmente en abril de 2022 debido a que Tesfaye coencabezó el Festival de Música y Artes de Coachella Valley. El 25 de abril, Variety informó que el programa se reelaboraría y se sometería a importantes regrabaciones con cambios en su elenco y equipo debido a un cambio en las direcciones creativas.